# Route der Industriekultur Rhein-Main Bayerischer Untermain

Logo der „Route der Industriekultur Rhein-Main“

Die Route der Industriekultur Rhein-Main Bayerischer Untermain ist eine Teilstrecke der Route der Industriekultur Rhein-Main am Bayerischen Untermain. Das Projekt versucht Denkmäler der Industriegeschichte im Rhein-Main-Gebiet zu erschließen.
Für die teilnehmenden Städte Aschaffenburg und Miltenberg siehe Route der Industriekultur Rhein-Main Aschaffenburg und Route der Industriekultur Rhein-Main Miltenberg.

## Liste der Route am Bayerischen Untermain

### Kahl am Main
| Bayerischer Untermain: Kahl am Main                              | Bayerischer Untermain: Kahl am Main | Bayerischer Untermain: Kahl am Main | Bayerischer Untermain: Kahl am Main | Bayerischer Untermain: Kahl am Main | Bayerischer Untermain: Kahl am Main |
| Lage                                                             | Objekt                              | Entstehungsjahr                     | Beschreibung                        | Bild                                |                                     |
| ---------------------------------------------------------------- | ----------------------------------- | ----------------------------------- | ----------------------------------- | ----------------------------------- | ----------------------------------- |
| Kahl am Main Gewerbegebiet Nord, Hanauer Landstr. 103 (Standort) | Singulus Technologies AG            |                                     |                                     | Singulus Technologies AG            |                                     |
| Kahl am Main Aschaffenburger Straße 1 (Standort)                 | Wasserturm am Rathaus               |                                     | Wasserturm am Rathaus               | weitere Bilder                      |                                     |

### Karlstein am Main
| Bayerischer Untermain: Karlstein am Main                                     | Bayerischer Untermain: Karlstein am Main | Bayerischer Untermain: Karlstein am Main | Bayerischer Untermain: Karlstein am Main | Bayerischer Untermain: Karlstein am Main | Bayerischer Untermain: Karlstein am Main |
| Lage                                                                         | Objekt                                   | Entstehungsjahr                          | Beschreibung                             | Bild                                     |                                          |
| ---------------------------------------------------------------------------- | ---------------------------------------- | ---------------------------------------- | ---------------------------------------- | ---------------------------------------- | ---------------------------------------- |
| Karlstein am Main Gemarkung Großwelzheim, Seligenstädter Str. 100 (Standort) | Innovationspark Karlstein (IPK) GmbH     |                                          |                                          | BW                                       |                                          |
| Karlstein am Main Gemarkung Großwelzheim, Zeche Gustav 8 (Standort)          | Dampfkraftwerk der RWE Power AG          |                                          |                                          | Dampfkraftwerk der RWE Power AG          |                                          |
| Karlstein am Main Karlstein, Kölner Straße (Standort)                        | Versuchsatomkraftwerk Kahl (VAK)         |                                          |                                          | weitere Bilder                           |                                          |

### Kleinostheim
| Bayerischer Untermain: Kleinostheim                                 | Bayerischer Untermain: Kleinostheim              | Bayerischer Untermain: Kleinostheim | Bayerischer Untermain: Kleinostheim | Bayerischer Untermain: Kleinostheim              | Bayerischer Untermain: Kleinostheim |
| Lage                                                                | Objekt                                           | Entstehungsjahr                     | Beschreibung                        | Bild                                             |                                     |
| ------------------------------------------------------------------- | ------------------------------------------------ | ----------------------------------- | ----------------------------------- | ------------------------------------------------ | ----------------------------------- |
| Kleinostheim Industriegebiet Nord, Reinhard-Heraeus-Ring (Standort) | Heraeus-Werksgelände                             |                                     |                                     | BW                                               |                                     |
| Kleinostheim Reinhard-Heraeus-Ring 2 (Standort)                     | Vollbiologische Großkläranlage Kleinostheim      |                                     |                                     | BW                                               |                                     |
| Kleinostheim Bahnhofstraße 75 (Standort)                            | Bahnhofsgebäude der ehemaligen Ludwigs-West-Bahn |                                     |                                     | Bahnhofsgebäude der ehemaligen Ludwigs-West-Bahn |                                     |
| Kleinostheim Schleusenweg (Standort)                                | Staustufe mit Doppelschleuse                     |                                     |                                     | Staustufe mit Doppelschleuse                     |                                     |

### Stockstadt am Main
| Bayerischer Untermain: Stockstadt am Main            | Bayerischer Untermain: Stockstadt am Main         | Bayerischer Untermain: Stockstadt am Main | Bayerischer Untermain: Stockstadt am Main | Bayerischer Untermain: Stockstadt am Main         | Bayerischer Untermain: Stockstadt am Main |
| Lage                                                 | Objekt                                            | Entstehungsjahr                           | Beschreibung                              | Bild                                              |                                           |
| ---------------------------------------------------- | ------------------------------------------------- | ----------------------------------------- | ----------------------------------------- | ------------------------------------------------- | ----------------------------------------- |
| Stockstadt am Main Östlicher Schleusenweg (Standort) | Alte Schiffsschleuse und Neuer Hafen              |                                           |                                           | BW                                                |                                           |
| Stockstadt/Mainaschaff Main-Radweg (Standort)        | Eisenbahnbrücke Stockstadt nach Mainaschaff       |                                           |                                           | weitere Bilder                                    |                                           |
| Stockstadt Obernburger Straße 1–9 (Standort)         | Zellstoff- und Papierfabrik Sappi Stockstadt GmbH |                                           |                                           | Zellstoff- und Papierfabrik Sappi Stockstadt GmbH |                                           |

### Großheubach und Kleinheubach
| Bayerischer Untermain: Großheubach und Kleinheubach | Bayerischer Untermain: Großheubach und Kleinheubach | Bayerischer Untermain: Großheubach und Kleinheubach | Bayerischer Untermain: Großheubach und Kleinheubach | Bayerischer Untermain: Großheubach und Kleinheubach | Bayerischer Untermain: Großheubach und Kleinheubach |
| Lage                                                | Objekt                                              | Entstehungsjahr                                     | Beschreibung                                        | Bild                                                |                                                     |
| --------------------------------------------------- | --------------------------------------------------- | --------------------------------------------------- | --------------------------------------------------- | --------------------------------------------------- | --------------------------------------------------- |
| Großheubach und Kleinheubach (Standort)             | Staustufe Heubach mit Schleuse und Kraftwerk        |                                                     |                                                     | weitere Bilder                                      |                                                     |

### Klingenberg am Main
| Bayerischer Untermain: Klingenberg am Main             | Bayerischer Untermain: Klingenberg am Main                                   | Bayerischer Untermain: Klingenberg am Main | Bayerischer Untermain: Klingenberg am Main | Bayerischer Untermain: Klingenberg am Main                                   | Bayerischer Untermain: Klingenberg am Main |
| Lage                                                   | Objekt                                                                       | Entstehungsjahr                            | Beschreibung | Bild                                                                         |                                            |
| ------------------------------------------------------ | ---------------------------------------------------------------------------- | ------------------------------------------ | --- | ---------------------------------------------------------------------------- | ------------------------------------------ |
| Klingenberg am Main und Trennfurt (Standort)           | Staustufe Klingenberg mit Schleuse und Kraftwerk                             | 1930                                       | Die Staustufe umfasst eine Wehranlage, eine Kammerschleuse, eine Fischtreppe und ein Kraftwerk. Stilistisch orientiert sich dieses Bauwerk an der funktionalen Formensprache des Bauhauses und ist in dieser Form erhalten.                       | weitere Bilder                                                               |                                            |
| Klingenberg am Main Ludwigstraße 41 (Standort)         | ehemaliges städtisches Elektrizitätswerk                                     | 1898–1899                                  | Es war damals eines der ersten Elektrizitätswerke in der Region. Industriebau aus gelbem und rotem Klinker. | ehemaliges städtisches Elektrizitätswerk                                     |                                            |
| Klingenberg am Main Am Bergwerk 1 (Standort)           | Tonbergwerk der Stadt Klingenberg mit Verladeanlage Unterhalb des Stollens   |                                            | Das Tonbergwerk Klingenberg zählt zu den ältesten Tonbergwerken in Deutschland. Der Tonabbau verhalf der Stadt zu großem Reichtum. Das Tonbergwerk wurde im Jahr 2011 nach 270 Jahren bergmännischen Abbaus aus Rentabilitätsgründen geschlossen. | weitere Bilder                                                               |                                            |
| Klingenberg-Trennfurt Trennfurter Straße 33 (Standort) | ehemalige Albertwerke im Stadtteil Trennfurt (heute Klingenberger Dekoramik) |                                            | | ehemalige Albertwerke im Stadtteil Trennfurt (heute Klingenberger Dekoramik) |                                            |

### Wörth am Main
| Bayerischer Untermain: Wörth am Main      | Bayerischer Untermain: Wörth am Main                              | Bayerischer Untermain: Wörth am Main | Bayerischer Untermain: Wörth am Main                                                                                       | Bayerischer Untermain: Wörth am Main | Bayerischer Untermain: Wörth am Main |
| Lage                                      | Objekt                                                            | Entstehungsjahr                      | Beschreibung | Bild                                 |                                      |
| ----------------------------------------- | ----------------------------------------------------------------- | ------------------------------------ | --- | ------------------------------------ | ------------------------------------ |
| Wörth am Main Rathausstraße 72 (Standort) | Schifffahrts- und Schiffbaumuseum (ehemalige St. Wolfgangskirche) | 14. Jhd. / 1730                      | Ehem. Katholische Pfarrkirche St. Wolfgang, 1729/30, Turmuntergeschoss 14./15. Jahrhundert; Seit 1991 zum Museum umgebaut. | weitere Bilder                       |                                      |

### Erlenbach am Main
| Bayerischer Untermain: Erlenbach am Main                  | Bayerischer Untermain: Erlenbach am Main                                    | Bayerischer Untermain: Erlenbach am Main | Bayerischer Untermain: Erlenbach am Main | Bayerischer Untermain: Erlenbach am Main                                    | Bayerischer Untermain: Erlenbach am Main |
| Lage                                                      | Objekt                                                                      | Entstehungsjahr                          | Beschreibung | Bild                                                                        |                                          |
| --------------------------------------------------------- | --------------------------------------------------------------------------- | ---------------------------------------- | --- | --------------------------------------------------------------------------- | ---------------------------------------- |
| Erlenbach am Main Klingenberger Str. 42 (Standort)        | ehemalige Bayerische Schiffbaugesellschaft mbH vormals Anton Schellenberger | 1918                                     | | ehemalige Bayerische Schiffbaugesellschaft mbH vormals Anton Schellenberger |                                          |
| Erlenbach am Main Klingenberger Straße 49 (Standort)      | Villa Mundt                                                                 | 1923                                     | Bauherr Robert Mundt, vormals Betriebsdirektor der Bayerischen Schiffsbau Gesellschaft. Villenartiges Wohnhaus mit Mansarddach, polygonalem Eckerker und seitlichem Treppenaufgang von 1923, umgeben von Weinbergen und einem weitläufigen Park mit altem Baumbestand. | Villa Mundt                                                                 |                                          |
| Erlenbach am Main / Elsenfeld Glanzstoffstraße (Standort) | Industrie Center Obernburg ICO                                              |                                          | | weitere Bilder                                                              |                                          |

### Kleinwallstadt und Großwallstadt
| Bayerischer Untermain: Kleinwallstadt und Großwallstadt | Bayerischer Untermain: Kleinwallstadt und Großwallstadt | Bayerischer Untermain: Kleinwallstadt und Großwallstadt | Bayerischer Untermain: Kleinwallstadt und Großwallstadt    | Bayerischer Untermain: Kleinwallstadt und Großwallstadt | Bayerischer Untermain: Kleinwallstadt und Großwallstadt |
| Lage                                                    | Objekt                                                  | Entstehungsjahr                                         | Beschreibung                                               | Bild                                                    |                                                         |
| ------------------------------------------------------- | ------------------------------------------------------- | ------------------------------------------------------- | ---------------------------------------------------------- | ------------------------------------------------------- | ------------------------------------------------------- |
| Kleinwallstadt und Großwallstadt (Standort)             | Staustufe Wallstadt mit Schleuse und Kraftwerk          | 1930                                                    | Walzenwehr mit drei Öffnungen und angegliedertem Kraftwerk | Staustufe Wallstadt mit Schleuse und Kraftwerk          |                                                         |

### Weilbach
| Bayerischer Untermain: Weilbach             | Bayerischer Untermain: Weilbach | Bayerischer Untermain: Weilbach | Bayerischer Untermain: Weilbach                       | Bayerischer Untermain: Weilbach | Bayerischer Untermain: Weilbach |
| Lage                                        | Objekt                          | Entstehungsjahr                 | Beschreibung                                          | Bild                            |                                 |
| ------------------------------------------- | ------------------------------- | ------------------------------- | ----------------------------------------------------- | ------------------------------- | ------------------------------- |
| Weilbach Breitendieler Straße 20 (Standort) |                                 |                                 | Linde AG, Werk IV (ehemaliger Weilbacher Eisenhammer) | BW                              |                                 |